# JR河内永和駅
JR河内永和駅（ジェイアールかわちえいわえき）は、大阪府東大阪市永和一丁目にある西日本旅客鉄道（JR西日本）おおさか東線の駅である。駅番号はJR-F10。住所は東大阪市に位置するが、乗車券の取り扱いは大阪市内に含む。

## 概要
放出駅が統括管理する業務委託駅で、JR西日本交通サービスが駅業務を受諾している。

## 歴史
- 2007年（平成19年）8月23日：駅名を「JR河内永和駅」に決定。仮駅名は「永和駅」であった[3]。
- 2008年（平成20年）3月15日：おおさか東線の放出 - 久宝寺間の部分開業と同時に開業。大阪環状・大和路線運行管理システムを先行導入。
- 2018年（平成30年）3月17日：駅ナンバリングが導入される。
- 2019年（平成31年）3月16日：おおさか東線全線開業に伴い大阪市内の駅に編入。高井田中央駅と共に直通快速が停車するようになる[4]。

## 駅構造

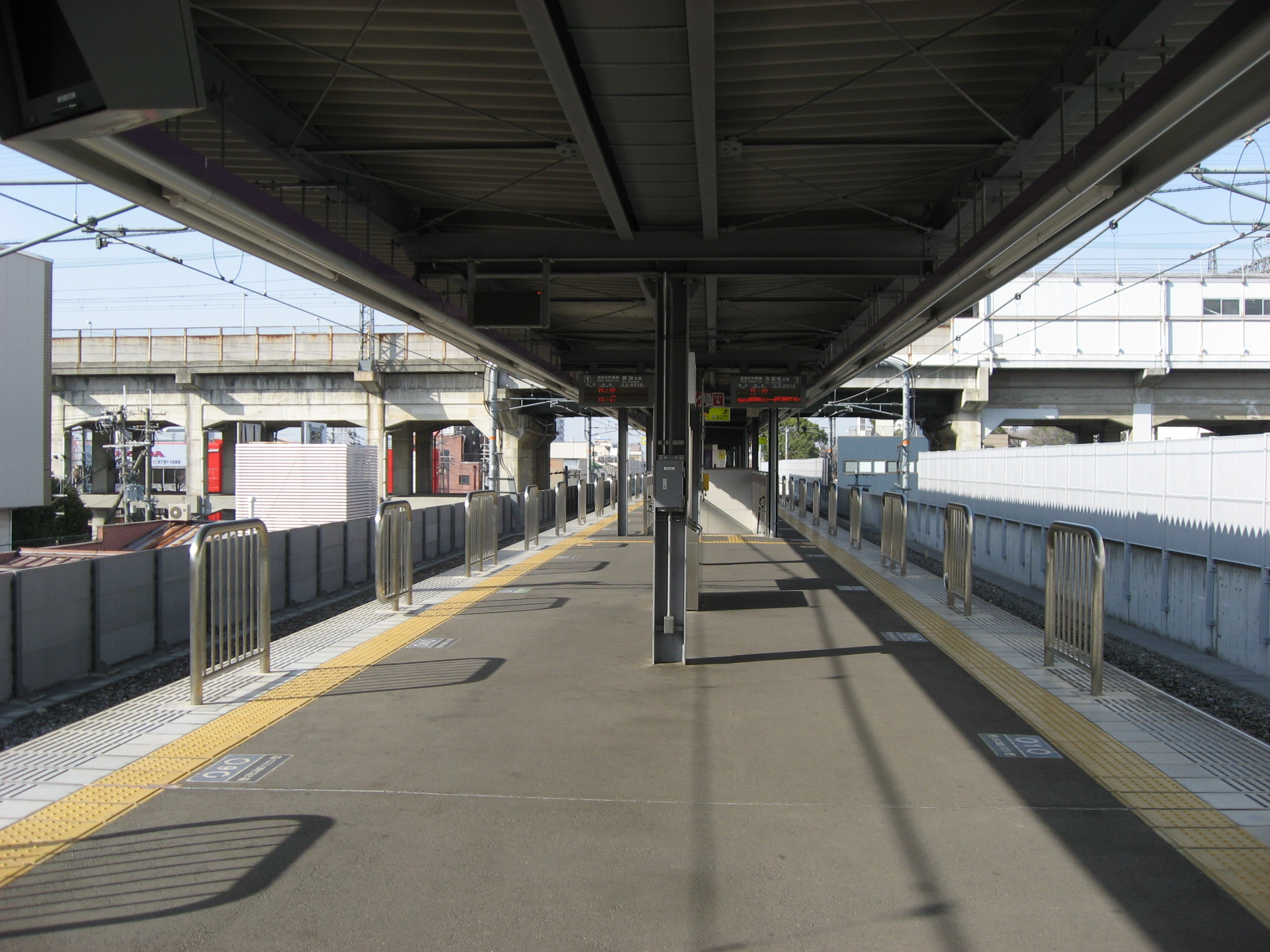
ホーム

島式1面2線のホームを有する高架駅で、ホーム長は8両編成まで対応。固定式ホーム柵が付いていたが、4扉車→3扉車化に伴い、撤去された。
切符の販売窓口は有していないが、みどりの券売機がコンコースに設置されている。
有人改札口にはインターホンが設置されており、無人時間帯はコールセンターが対応し自動改札機を遠隔制御している。
バリアフリー対応の設備として多目的トイレのほか、エレベーターとエスカレーターを有する。おおさか東線の途中駅にはステーションカラーが導入されており、当駅のカラーは紫である。

### のりば
| のりば | 路線         | 行先                   |
| ------ | ------------ | ---------------------- |
| 1      | おおさか東線 | 放出・新大阪・大阪方面 |
| 2      | おおさか東線 | 久宝寺方面             |

## 利用状況
2023年（令和5年）度の1日平均乗車人員は9,389人である。
開業後の1日平均乗車人員は以下の通りである。おおさか東線の単独駅としては長らく最多だったが、2021年度にJR淡路駅に抜かれている。
| 年度               | 1日平均 乗車人員 | 出典     |
| ------------------ | ---------------- | -------- |
| 2008年（平成20年） | 3,856            | [ * 1 ]  |
| 2009年（平成21年） | 4,591            | [ * 2 ]  |
| 2010年（平成22年） | 5,031            | [ * 3 ]  |
| 2011年（平成23年） | 5,347            | [ * 4 ]  |
| 2012年（平成24年） | 5,679            | [ * 5 ]  |
| 2013年（平成25年） | 5,933            | [ * 6 ]  |
| 2014年（平成26年） | 5,873            | [ * 7 ]  |
| 2015年（平成27年） | 6,188            | [ * 8 ]  |
| 2016年（平成28年） | 6,333            | [ * 9 ]  |
| 2017年（平成29年） | 6,422            | [ * 10 ] |
| 2018年（平成30年） | 6,718            | [ * 11 ] |
| 2019年（令和元年） | 8,629            | [ * 12 ] |
| 2020年（令和02年） | 7,247            | [ * 13 ] |
| 2021年（令和03年） | 7,934            | [ * 14 ] |
| 2022年（令和04年） | 8,862            | [ * 15 ] |
| 2023年（令和05年） | 9,389            | [ * 16 ] |

## 駅周辺
近畿日本鉄道（近鉄）奈良線の河内永和駅が隣接しており、歩道を挟んで相互に連絡が可能である。
- 布施郵便局（本局）
- 東大阪税務署
- 東大阪年金事務所
- 東大阪簡易裁判所
- 東大阪商工会議所
- 東大阪市立永和図書館
- 大阪樟蔭女子大学 小阪キャンパス
- 関西みらい銀行 東大阪永和支店
- 京都銀行 東大阪支店
- 南都銀行 永和支店
- 大阪信用金庫 永和支店
- 関西スーパー 永和店
- サンディ永和店
- ローソンストア100 河内永和駅前店
- セブンイレブン近鉄河内永和駅前店

## 隣の駅
西日本旅客鉄道（JR西日本）
 おおさか東線
■直通快速
高井田中央駅 (JR-F09) - JR河内永和駅 (JR-F10) - 久宝寺駅 (JR-F15)
■普通
高井田中央駅 (JR-F09) - JR河内永和駅 (JR-F10) - JR俊徳道駅 (JR-F11)

### 記事本文